# Frane Bulić
Frane Bulić (Vranjic, 1846. október 4. – Zágráb, 1934. július 29.), horvát katolikus pap, régész és történész, politikus, régiségkonzervátor és művészettörténész.

## Élete
1846. október 4-én született a Split melletti Vranjicon. Elemi iskolai tanulmányait az Omiš melletti priki glagolita szemináriumban, a középiskolát pedig 1861 és 1865 között Splitben végezte. Elemi és középiskolai tanulmányait követően teológiát tanult Zárában. 1869-ben a teológiai diploma megszerzése és pappá való szentelése után a Bécsi Egyetemen kezdett klasszika-filológiát és szlavisztikát tanulni, de hamarosan (1873-ban) a szlavisztikát felváltotta a klasszikus régészet. 1873-tól a spliti, majd 1874 és 1877 között a dubrovniki középiskolában dolgozott helyettesítő tanárként. Latinul, görögül és horvátul tanított, középiskolai könyvtárat és iskolai numizmatikai gyűjteményt vezetett. 
1877-ben ismét Bécsbe ment, ahol epigráfiát tanult, és egyúttal részt vett Alexander Conze klasszikus régészeti előadásain. Ezekben az években felmentették tanári munkája alól, és kinevezték a zárai és a benkovaci körzet tanfelügyelőjévé, hivatalában pedig az olasz helyett hivatalos nyelvként bevezette a horvát nyelvet. Bécsből hazatérve ismét kinevezték tanfelügyelőnek Zárában, ahol 1880 és 1883 között Zára és Benkovac kerületek Történelmi Emlékei Központi Bizottságának konzervátoraként is dolgozott. 1883-ban Zárából Splitbe helyezték át a klasszikus gimnázium igazgatói posztjára, majd a Régészeti Múzeum igazgatója, és a Split környéki kulturális és történelmi régiségeinek megőrzéséért felelős konzervátor, majd 1912 és 1925 között egész Dalmácia konzervátora volt.
Splitben nevelő-oktató munkája során elvégezte a gimnázium horvátosítását. Az osztrák hatóságok 1896-ban, diákjai politikai demonstrációja után felmentették középiskolai igazgatói posztból. Mihovil Pavlinović halála után két ciklusra (1887–1989 és 1907–1910) a zárai dalmát parlamentben a spliti önkormányzat parlamenti képviselőjévé választották, és tagja volt a bécsi birodalmi tanácsnak is. A parlamentekben Dalmácia és Horvátország egyesüléséért küzdött. Felháborodva a Horvát Néppárt vezetőinek opportunista politikáján, leköszönt mindkét tanácsi mandátumáról. A parlamenti üléseken való részvételből befolyt összeget a fiatal régészek oktatását szolgáló saját alapjába fektette be. 1894-ben Splitben a horvát nemzeti uralkodók korának történeti tanulmányozására megalapította a Bihács Társaságot. Jelentős mértékben járult hozzá 1894-ben az első Keresztény Régészeti Világkongresszus megrendezéséhez Splitben és Salonában. Számos hazai és nemzetközi akadémia és régészeti társaság tekintélyes tagja volt.

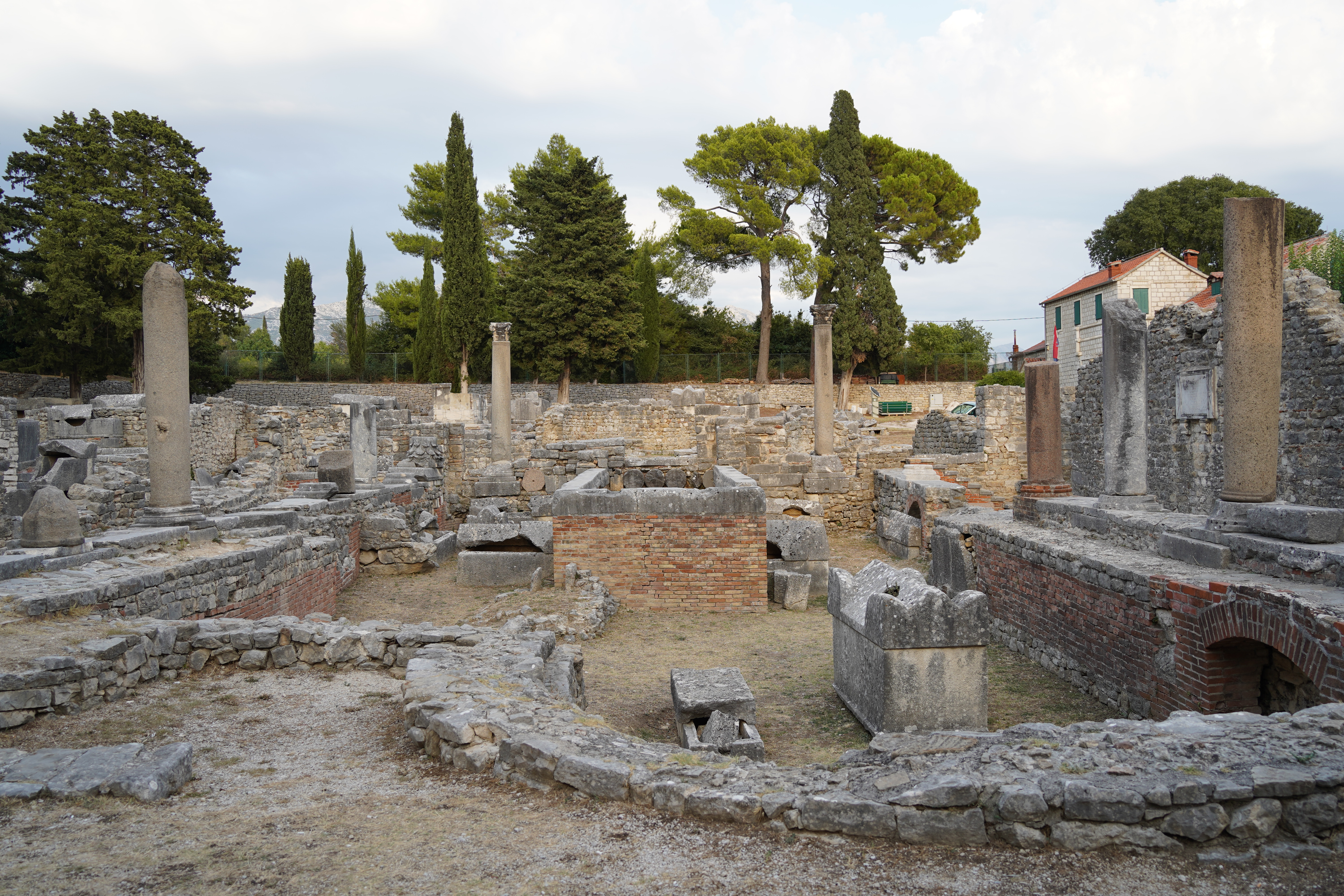
Az ősi Salona romjai

Az első világháború utáni párizsi béketárgyalásokon szakértőnek kérték fel. Bár akkor már nem politizált, szorosan figyelemmel kísérte az új állam fejlődését. 1923-ban nyugdíjba vonult a spliti Régészeti Múzeum igazgatói posztjáról, ezzel befejezte konzervátori és főszerkesztői feladatait a „Journal of Dalmatian Archaeology and History” című folyóiratban. A Jugoszláv Királyság idején, amikor Stjepan Radićot 1928-ban meggyilkolták, majd ezután I. Sándor jugoszláv király diktatúrájának 1929-es január 6-án történt kihirdetése után Bulić csalódott volt. Noha a rendszerhez közel álló unokaöccse, I. Bulić és A. Trumbić próbálták meggyőzni arról, hogy még nem késő Horvátországról beszélni az őt nagyra értékelő királlyal, Bulić szkeptikus és dacos volt, és kivonult a politikai életből.

## Munkássága
Régészeti felfedezéseivel jelentős mértékben járult hozzá a dalmáciai ókeresztény emlékek és korai horvát történelem megismeréséhez. Számos dalmáciai lelőhelyen, különösen Salonában végzett régészeti ásatásokat. Salonában több száz epigráfiai emléket fedezett fel, feltárta Vranjica ókeresztény temetőjét, és a Crikvina nevű hely közelében, a 4. századi Szent Anasztázia bazilikát. Feltárta a manastirinei bazilikát, ahol a Valerianus vagy Aurelianus idejében mártírhalált halt Venancius, és a Diocletianus idejében mártírhalált halt Domnius (Dujam) vértanú volt eltemetve, aki a diocletianusi keresztényüldözés idején 304-ben a város keresztényeivel együtt a helyi amfiteátrumban halt vértanúhalált. 1891-ben a Salona melletti Rižinice lelőhelyen egy kőtöredéket talált I. Trpimir horvát fejedelem feliratával, 1898-ban pedig megtalálta Jelena királynő híres szarkofágját 976-ból. Bulićnak és munkatársainak sikerült szarkofágokból felirattöredékeket összerakniuk és megfejteni a szöveget, amelyet a történészek a horvát középkori történelem egyik legfontosabb dokumentumának tartanak, mert olyan adatokat tartalmaz, amelyek feltárják a horvát királyok genealógiáját.
A salonai Szűz Mária-szigeten végzett munkálatok során Bulić találta meg a Szűz Mária-templom és a Szent István-templom alapjait is, ahol a horvát uralkodóház tagjait temették el. 1902-től 1905-ig a Bihács Társasággal közösen tárta fel Stombrate környékét és a bijaći Szent Márta templomot, melyet ezt követően, 1908-ban újjáépítettek. 1880 és 1885 között részt vett a spliti Diocletianus-palota állagvédelmi munkálataiban, valamint 1890 és 1908 között a spliti székesegyház román stílusú harangtornyának restaurálásában.
Számos cikke és könyve jelent meg, ezek közül a legfontosabbak: „Hrvatski spomenici u kninskoj okolici uz ostale suvremene dalmatinske iz doba narodne hrvatske dinastije” (Knin környéki horvát emlékek, valamint más kortárs dalmát emlékek a horvát nemzeti dinasztia idejéből), „Palača cara Dioklecijana u Splitu” (Diocletianus császár palotája Splitben), „Stopama hrvatskih narodnih vladara” (A horvát nemzeti uralkodók nyomdokai).

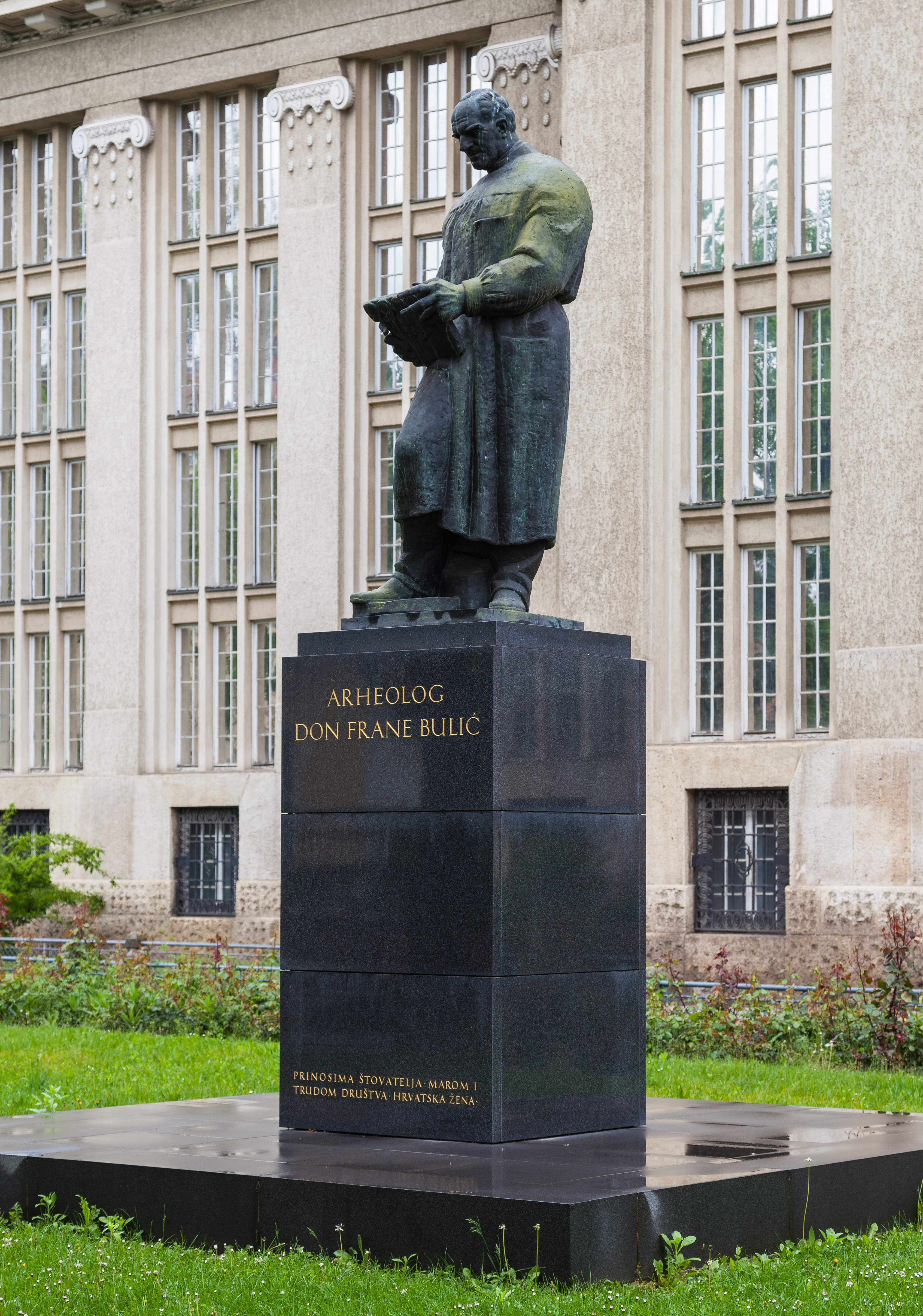
Szobra a zágrábi Nemzeti Levéltár épülete előtt

## Fő művei
- De poesi epica populari in latinis litteris Jader, 1879
- Bazilika sv. Klimenta u Rimu Zadar, 1881.
- Hrvatski spomenici u kninskoj okolici, uz ostale suvremene dalmatinske, iz dobe narodne hrvatske dinastije Zagreb, 1888.
- Car Dioklecijan. Njegovo ime, njegova domovina i mjesto gdje se rodio, kada, gdje i kako je umro Zagreb, 1918.
- Crkvica sv. Petra u Priku kod Omiša Split, 1923.
- Krunidbena bazilika kralja Zvonimira usred Gradine u Solinu Sarajevo, 1925.
- Sveti Venancije prvi biskup solinski i mučenik duvanjski Split, 1926.
- Palača cara Dioklecijana u Splitu Zagreb, 1927.
- Stopama hrvatskih narodnih vladara Zagreb, 1928.

## Díjai
Bulic pápai kamarás volt, és élete során számos érdemrenddel és kitüntetéssel tüntették ki, többek között a Szász Királyi Albrecht Rend 2. osztályának parancsnoki fokozatának (1908) tulajdonosa volt.

## Emlékezete
Zágrábban 1935-ben avatták fel egészalakos szobrát, Frano Kršinić szobrászművész alkotását.